# Lecco
Lecco ascultăⓘ este un municipiu din regiunea Lombardia, Italia de Nord, reședința provinciei cu același nume (Provincia Lecco). Orașul este situat pe malul de sud-est al lacului Como, fapt ce a dus la denumirea acestui braț „Lacul Lecco”. Alpii Bergamezi se află în partea de nord și de est a orașului. Partea de sud a văii Valsassina se termină aici.
Tot aici lacul se îngustează, iar râul Adda își continuă cursul natural spre fluviul Pad, după ce inițial s-a revărsat în lac în apropierea localității Colico. Datorită acestui fapt au fost construite 4 poduri peste râul Adda pentru a fluidiza traficul cu Como și Milano: Podul Azzone Visconti (1336–1338), Podul Kennedy(1956), Podul Alessandro Manzoni (1985) și un pod feroviar.

## Istorie
Descoperirile arheologice din zonă atestă prezența Celților pe aceste meleaguri înainte ca romanii să construiască aici un castru. După căderea Imperiului Roman de Apus, lombarzii au pus stăpânire pe oraș în secolul al VI-lea. Acestora le-au urmat Francii, care în final au transformat orașul în marcă (unitate administrativă de frontieră în timpul Dinastiei Carolingiene și a Sfântului Imperiu Roman).
Împăratul Otto I a petrecut o perioadă însemnată de timp în Lecco, înnăbușind revolta împotriva Sfântului Imperiu Roman din anul 964, condusă de episcopul Attone. 
Ulterior, Lecco a devenit proprietatea mânăstirii Sf. Ambrozie din Milano. În încercarea de a scoate orașul de sub dominația bisericii,un alt împărat roman, Conrad al II-lea, a locuit pentru o perioadă în Lecco. Istoria orașului este legată de istoria Ducatului de Milano și de cea a Lombardiei. Pentru o scurtă perioadă de timp, în secolul al XVI-lea, Lecco a fost condus de condotierul (mercenarul) Gian Giacomo Medici.
În timpul celui de Al Doilea Război Mondial, orașul a fost un centru important al Rezistenței italiene împotriva  ocupației germane.

## Personalități marcante
- Alessandro Manzoni (1785 – 1873), poet și nuvelist, autor al operei I promessi sposi.
- Antonio Stoppani (1824 – 1891), geolog și paleontolog;
- Antonio Ghislanzoni (1824 – 1893), jurnalist, poet și nuvelist; a scris librete și pentru Verdi ( La forza del destino- o versiune mai nouă a operei- și Aida);
- Giambattista Todeschini (1857 - 1938), pictor;
- Carlo Mauri (1930–1982), alpinist și explorator;
- Roberto Castelli (n. 1946), senator, fost Ministru al Justiției în guvernul Berlusconi 2001-2006.
- Roberto Formigoni (n. 1947), om politic, președinte al regiunii Lombardia din anul 1995.
- Antonio Rossi (n. 1968) a canotor, premiat cu 5 medalii olimpice la caiac .

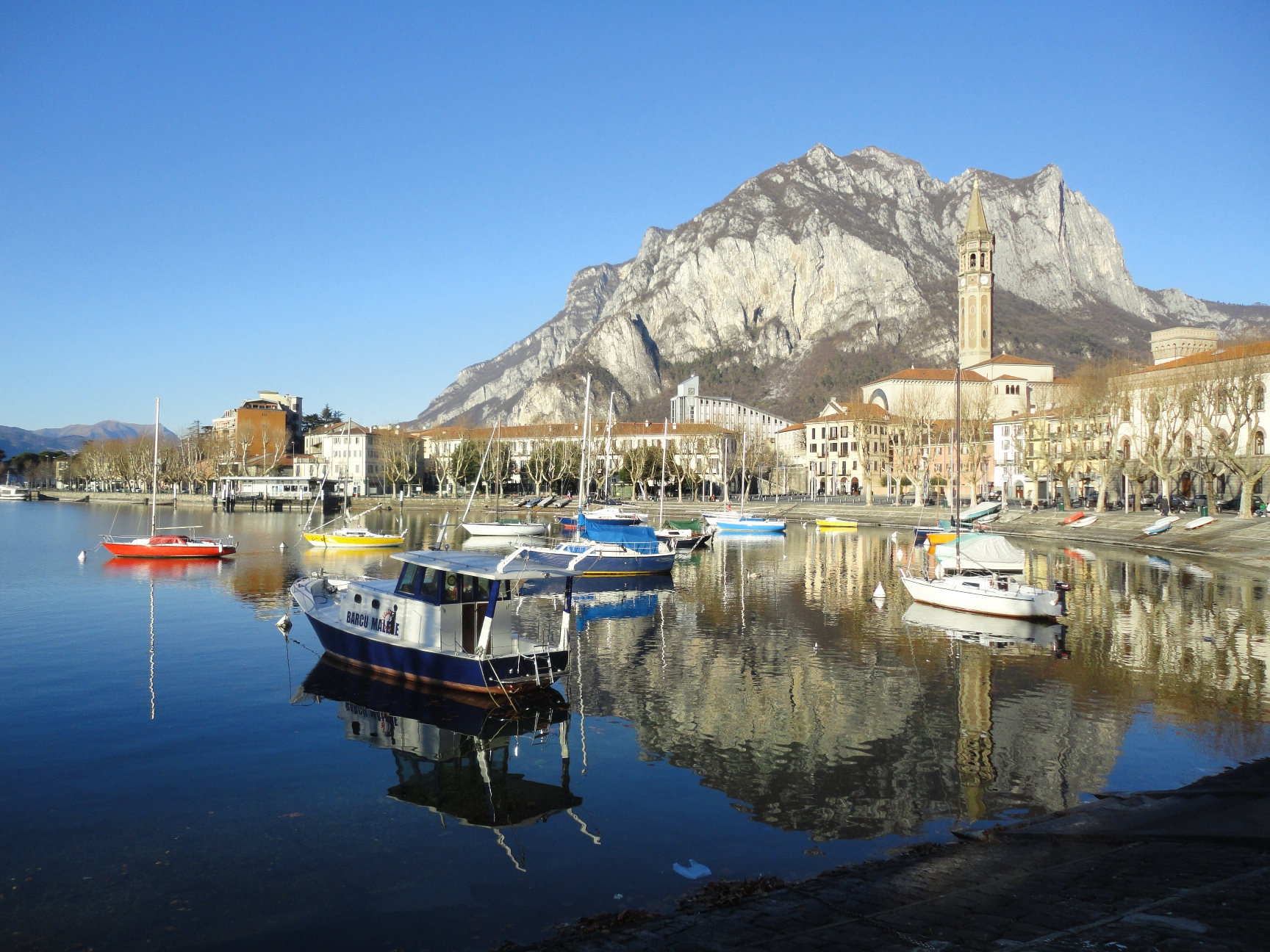
Lecco

## Galerie

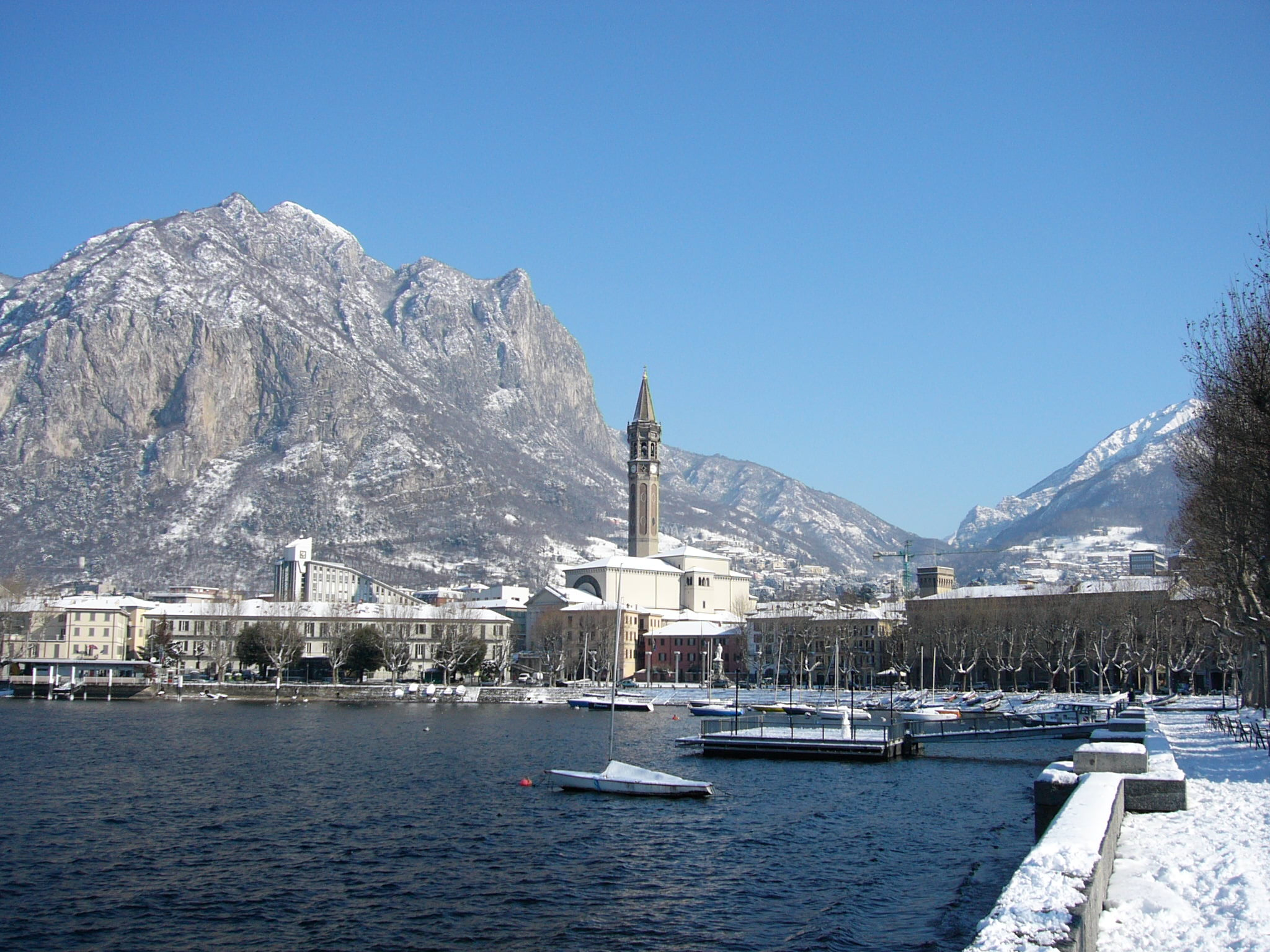
Lecco și Muntele San Martino.
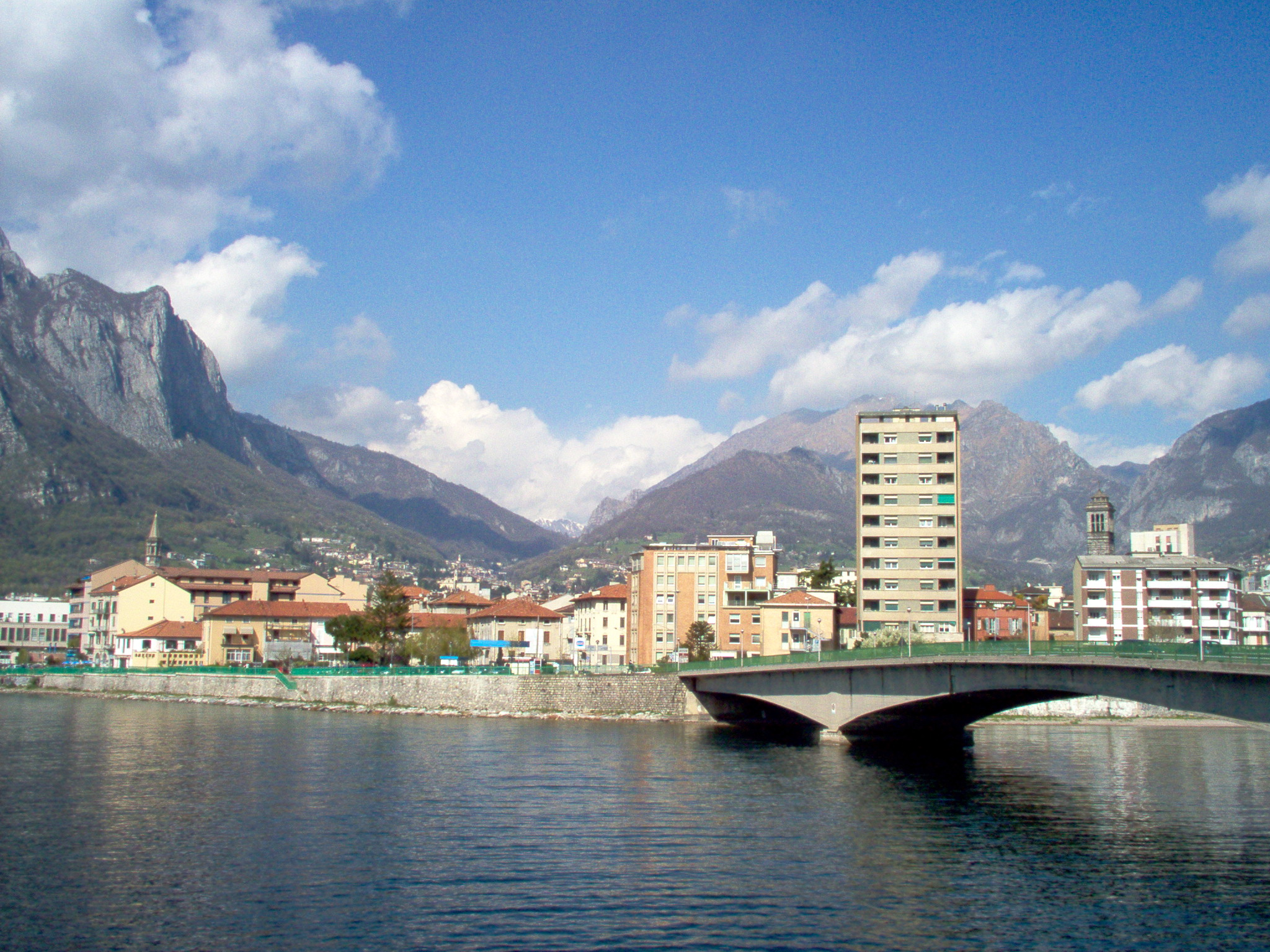
Lecco
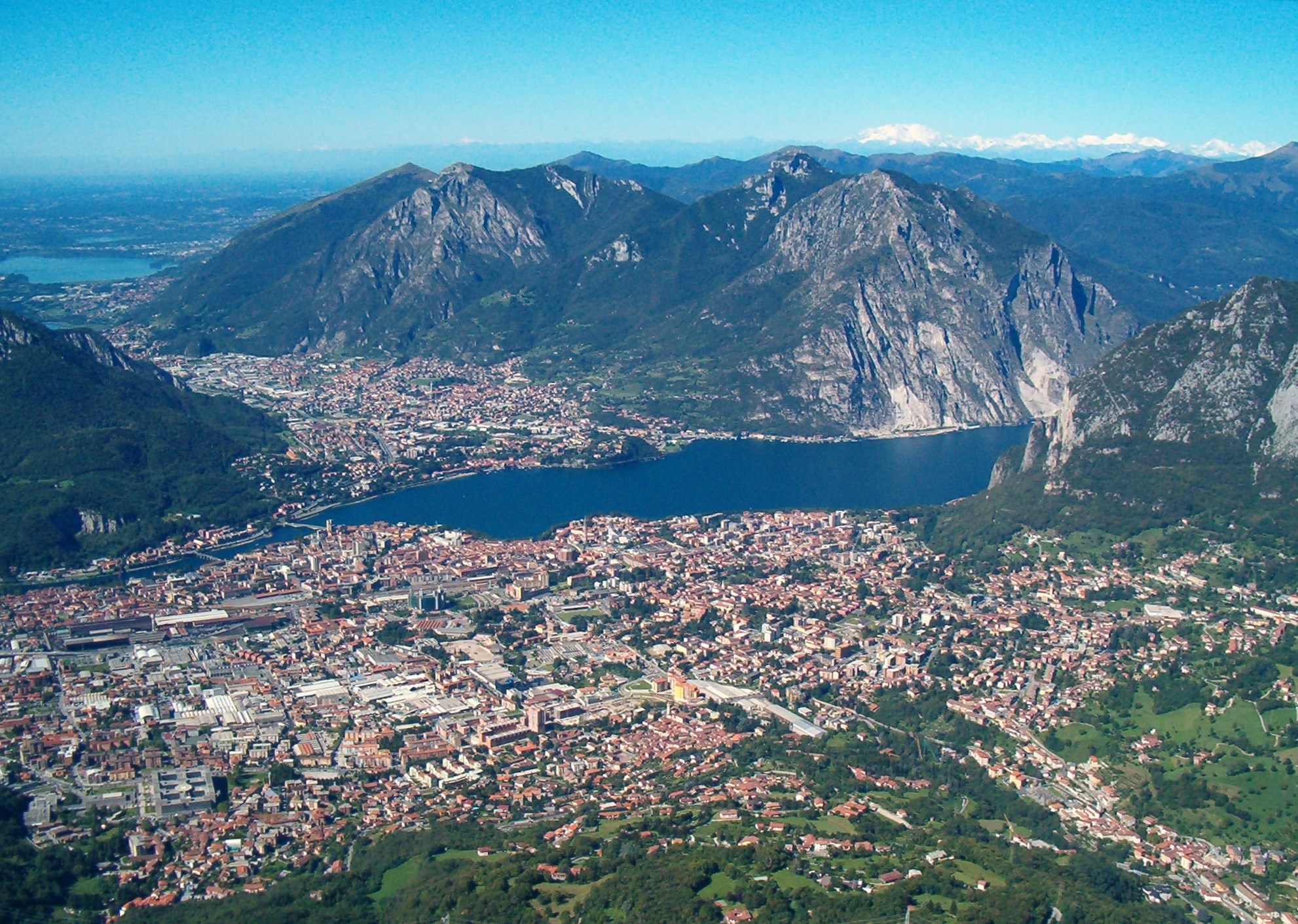
Lecco
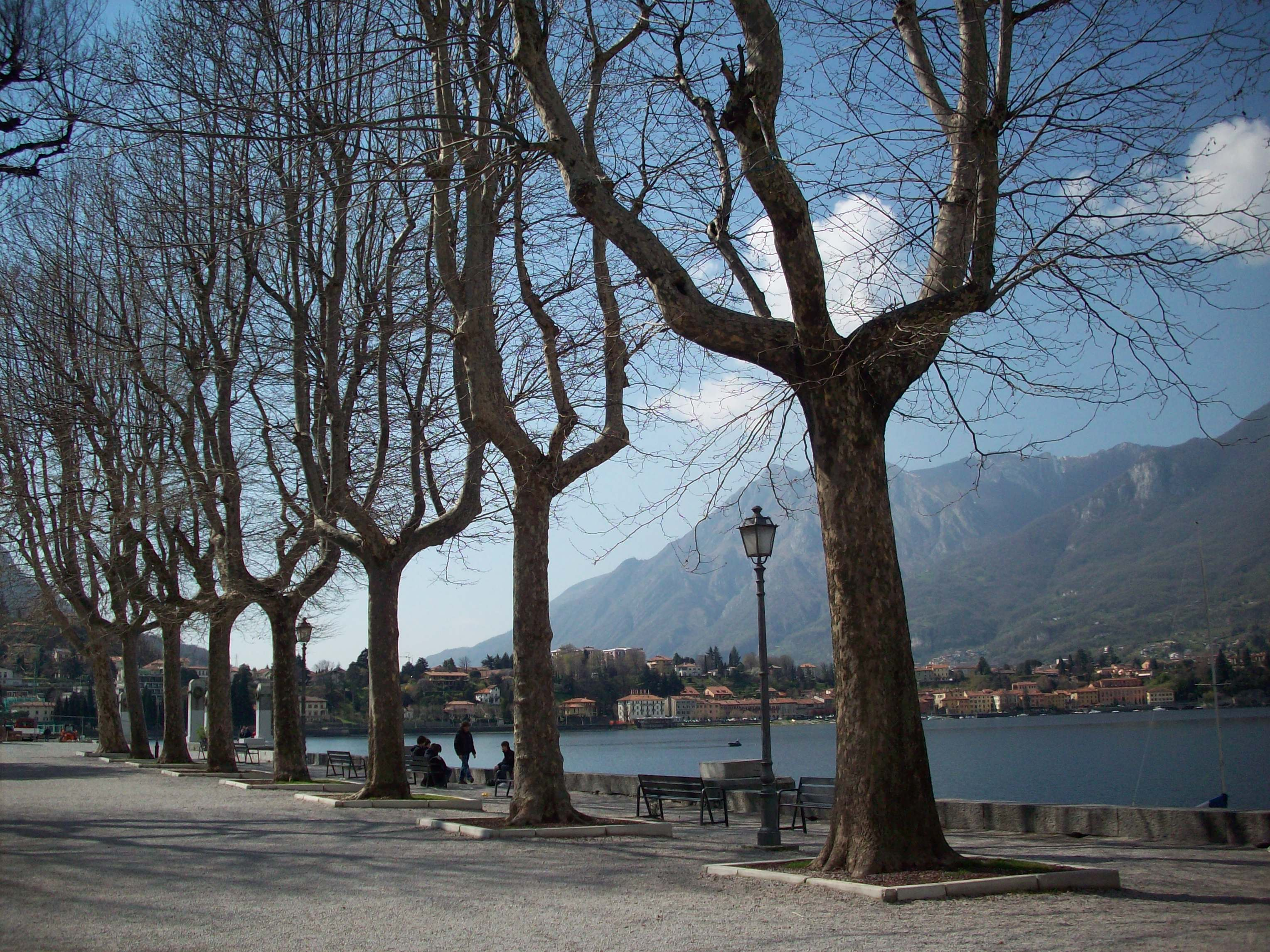
Lacul Como văzut din Lecco